# معركة متبان
معركة متبان أو ماتابان (بالإنجليزية: Battle  of Matapan )‏ هي معركة بحرية وقعت في 19 يوليو 1717 قبالة رأس متبان على ساحل جزيرة مانى في جنوب اليونان بين أسطول من الدولة العثمانية من جانب، وبحرية جمهورية البندقية وبدعم من سفن حليفة للبندقية من البرتغال، والدولة البابوية، ومالطا، انتهت المعركة بانسحاب قوات البندقية وحلفائها إلى كيب متبان ليتم بذلك احباط محاولة البندقية باستعادة مستعمرة موريا وتأكيد استعادة الدولة العثمانية لشبة الجزيرة.

## المصارد والمراجع
1. ↑  "معلومات عن معركة متبان على موقع id.loc.gov". id.loc.gov. مؤرشف من الأصل في 2020-04-27.

- Anderson، Roger Charles (1952). Naval wars in the Levant 1559-1853. Princeton: Princeton University Press. ISBN:1-57898-538-2.
- Lane، Frederic Chapin (1973). Venice, a Maritime Republic. JHU Press. ISBN:978-0-8018-1460-0. مؤرشف من الأصل في 2022-07-04.
- Ercole، Guido (2011). Vascelli e fregate della Serenissima. Trento: GMT. ISBN:978-8890565144.